# Kulde
Kulde er tilstanden eller den subjektive opfattelsen af at have lav temperatur, en mangel på varme.
Det koldeste det er teoretisk muligt at opnå er det absolutte nulpunkt, defineret som 0 K på kelvinskalaen som svarer til ca. -273,15 °C på Celsiusskalaen.
Temperaturen er knyttet til hedeenergi i et objekt eller stof, som er den kinetiske energi af de tilfældige bevægelser stoffet består af. Stoffet har mindre hedeenergi om det er koldt end når det er varmt. Hvis det var muligt at afkøle et system til det absolutte nulpunkt, ville alle partiklerne i stoffet være i ro.

## Fysiologi
Pattedyr har en varmblodig fysiologi. De har derfor en opfattelse af varmetrivsel som et resultat af kropstemperaturen. Hedetrivslen er afhængig af stofskiftet og miljøet omkring dyret, og bliver påvirket af varmeledning, konvektion, stråling og varmetab ved fordampning. Varmetrivslen bliver opretholdt når varmen skabt af stofskiftet får lov til at forsvinde, sådan at en opretholder komfortabel kropstemperatur. Når temperaturen ikke kan opretholdes på grund af for stort varmetab, vil man føle at man er for kold.
Kulde har flere fysiologiske og patologiske effekter på menneskekroppen, samt på andre organismer. Kolde miljøer kan føre til visse fysiologiske træk, samt have en direkte effekt på evnen til at bevæge sig. Ekstrem kolde temperaturer kan føre til frostskade og hypotermi, som igen kan føre til død.